# Vincenzo Turturro
Mons. Vincenzo Turturro (* 7. října 1978, Bisceglie) je italský římskokatolický duchovní, arcibiskup a apoštolský nuncius.

## Život
Narodil se 7. října 1978 ve městě Bisceglie.
Po střední škole vstoupil do kněžského semináře a 31. října 2003 byl biskupem Luigim Martellou vysvěcen na kněze a inkardinován do diecéze Molfetta-Ruvo-Giovinazzo-Terlizzi. Na Papežské lateránské univerzitě v Římě získal doktorát z dogmatické teologie.
Dne 1. července 2009 vstoupil do diplomatických služeb Svatého stolce. Působil na nunciaturách v Zimbabwe, Nikaragui a Argentině. Následně byl povolán do Státního sekretariátu do sekce pro vztahy se státy. Od roku 2019 působil jako sekretář kardinála Pietra Parolina.
Dne 29. prosince 2023 jej papež František jmenoval titulárním arcibiskupem z Ravella a apoštolským nunciem v Paraguayi. Biskupské svěcení přijal 9. března 2024 z rukou kardinála Pietra Parolina a spolusvětiteli byli arcibiskup Paul Richard Gallagher a biskup Domenico Cornacchia.